# Diophantus (cráter)

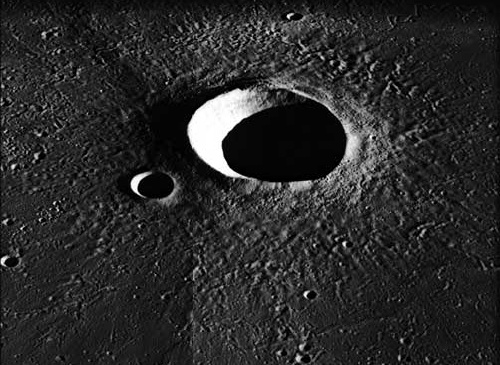
Vista oblicua de Diophantus desde el Apolo 17, con el sol bajo sobre el horizonte. Diophantus C a la izquierda.

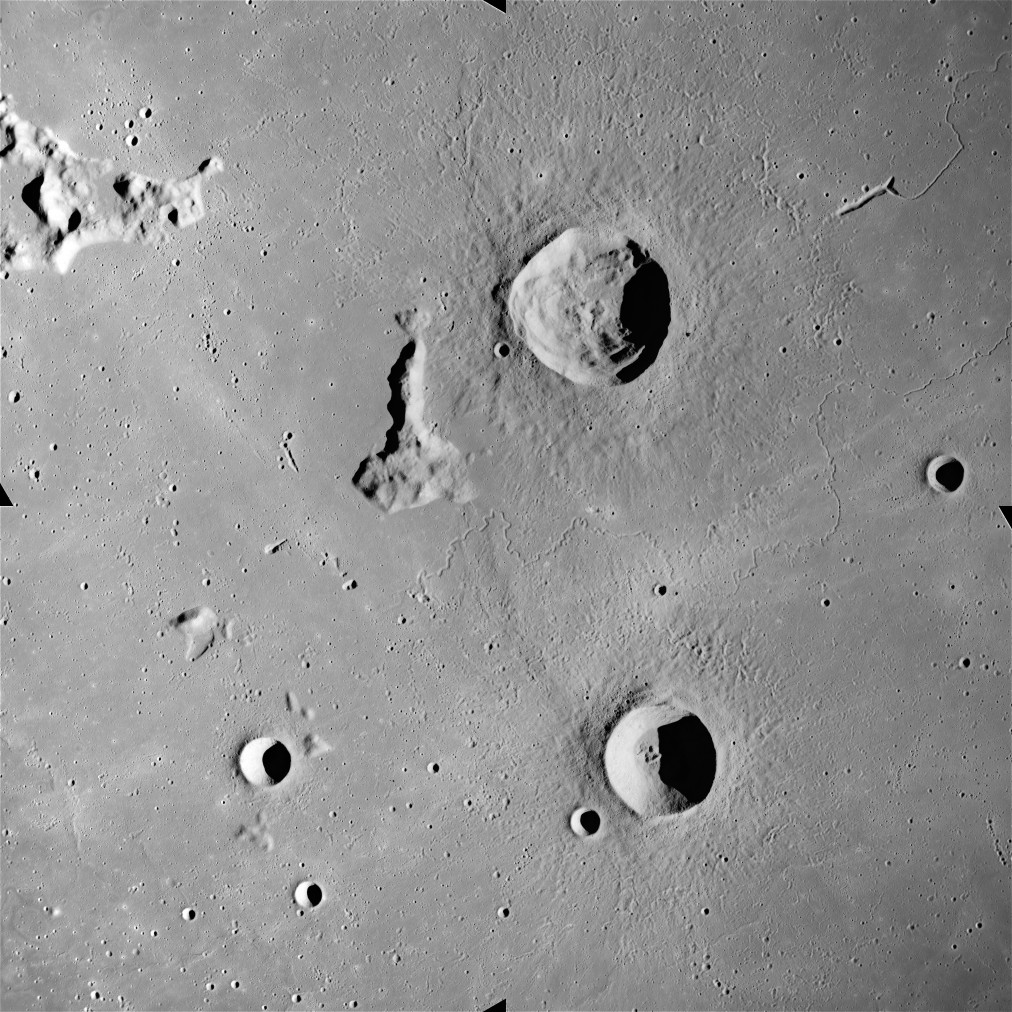
Fotografía de la misión Apolo 15

| Diophantus es un cráter de impacto lunar que se encuentra en la parte suroeste del Mare Imbrium. Forma una pareja con el cráter de mayor tamaño Delisle, situado hacia el norte. Diophantus tiene una amplia pared interior y una baja altura central. Al norte aparece la rima sinuosa designada Rima Diophantus, llamada así por el cráter. Presenta un pequeño cráter cerca del exterior de la pared suroeste. |

## Rima Diophantus
Esta hendidura sigue una trayectoria generalmente este-oeste a través del Mare Imbrium. Se centra en las coordenadas selenográficas  31.0 ° N, 32.0 ° W, y tiene un diámetro máximo de 150 km. Varios pequeños cráteres cerca de este canal lunar han recibido nombres de la UAI. Estos se enumeran en la tabla siguiente:
| \| Cráter \| Coordenadas \| Diámetro \| Origen del nombre \| \| --------- \| ----------------------------- \| -------- \| ----------------------- \| \| Isabel \| 28°12′N 34°06′O / 28.2, -34.1 \| 1 km \| Nombre femenino español \| \| Louise \| 28°30′N 34°12′O / 28.5, -34.2 \| 0.8 km \| Nombre femenino francés \| \| Samir \| 28°30′N 34°18′O / 28.5, -34.3 \| 2 km \| Nombre masculino árabe \| \| Walter[1] \| 28°00′N 33°48′O / 28.0, -33.8 \| 1 km \| Nombre masculino alemán \| |                               |          |                         |
| Cráter | Coordenadas                   | Diámetro | Origen del nombre       |
| Isabel | 28°12′N 34°06′O / 28.2, -34.1 | 1 km     | Nombre femenino español |
| Louise | 28°30′N 34°12′O / 28.5, -34.2 | 0.8 km   | Nombre femenino francés |
| Samir | 28°30′N 34°18′O / 28.5, -34.3 | 2 km     | Nombre masculino árabe  |
| Walter[1] | 28°00′N 33°48′O / 28.0, -33.8 | 1 km     | Nombre masculino alemán |

| [1] | No se debe confundir con el gran cráter Walther situado en el hemisferio sur, que se identifica erróneamente como 'Walter' en algunas publicaciones. |

El cráter Samir tiene rayos brillantes que se extienden por más de 70 km.

## Cráteres satélite
Por convención estos elementos son identificados en los mapas lunares poniendo la letra en el lado del punto medio del cráter que está más cerca de Diophantus.
|            | \| Diophantus \| Coordenadas \| Diámetro \| \| ---------- \| ----------------------------- \| -------- \| \| B \| 29°06′N 32°30′O / 29.1, -32.5 \| 6 km \| \| C \| 27°18′N 34°42′O / 27.3, -34.7 \| 5 km \| \| D \| 26°54′N 36°18′O / 26.9, -36.3 \| 4 km \| |          |
| Diophantus | Coordenadas | Diámetro |
| B          | 29°06′N 32°30′O / 29.1, -32.5 | 6 km     |
| C          | 27°18′N 34°42′O / 27.3, -34.7 | 5 km     |
| D          | 26°54′N 36°18′O / 26.9, -36.3 | 4 km     |

Los siguientes cráteres han sido renombrados por la UAI.
- Diophantus A:  Ver Artsimovich.